# Begi
Begi is een plaats in de gemeente Vrsar in de Kroatische provincie Istrië. De plaats telt 27 inwoners (2001).